# Moreux (cratère)
Pour les articles homonymes, voir Moreux.
Le cratère Moreux est un cratère météoritique martien.
Son diamètre est d'environ 120km et est situé à la frontière Nord d'Arabia Terra et à la limite sud de Deuteronilus Mensae.
Son nom est un hommage à l'astronome français, prêtre et vulgarisateur dit l'abbé Moreux (1867 - 1954).